# إنديورانس
سفينة إنديورانس (بالإنجليزية: Endurance) هي السفينة التي أبحر بها السير إرنست شاكلتون وطاقم مكون من 27 رجلاً وقطة واحدة إلى أنتاركتيكا في الرحلة البعثة الإمبراطورية العابرة للقارة القطبية الجنوبية 1914-1917، أطلقت في عام 1912 من ساندفيورد في النرويج. وبعد ثلاث سنوات، سحقت بالجليد الغطائي وغرقت في بحر ودل قبالة القارة القطبية الجنوبية، إلا أن طاقمها نجا.
عُثر على حطام سفينة Endurance في 5 مارس 2022. وأعلنت بعثة Endurance22 ، في بيان صحفي في 9 مارس 2022، أنها نجحت في العثور على الحطام.

## حطام سفينة
عُثر على حطام في Stinker Point في عام 1998على الجانب الجنوبي الغربي من جزيرة إليفانت، وظن البعض -بشكل غير صحيح- أنه حطام من هذه السفينة إلا أنه كان من حطام سفينة ختم كونيتيكت تشارلز شيرر 1877. وفي عام 2001، خطط صائد الحُطام David Mearnsلرحلة استكشافية للعثور على حطام السفينة، ولكن دون جدوى. وبحلول عام 2003، كانت هناك مجموعتان متنافستان تضعان خططًا لرحلة استكشافية للعثور على الحطام، ولكن لم يجري التنفيذ.
في عام 2010، أعلن ميرنز عن خطة جديدة للبحث عن الحطام برعاية ناشيونال جيوجرافيك ولكنها كانت تحتاج إلى ميزانية تقديرية تبلغ قرابة 10 ملايين دولار أمريكي. اقترحت دراسة أجراها أدريان جلوفر من متحف التاريخ الطبيعي في لندن عام 2013 أن التيار القطبي في القطب الجنوبي يمكن أن يحافظ على الحطام في قاع البحر عن طريق إبعاد «ديدان السفن» عن الخشب. كانت رحلة Weddell Sea الاستكشافية لتحديد موقع الحطام وربما تصويره باستخدام المركبات ذاتية القيادة بعيدة المدى تحت الماء (AUV) جارية في صيف أنتاركتيكا في 2018-2019. ولكن فشلت هذه الرحلة عندما ضاعت AUV في الجليد.
تكهن الخبراء بأن الحطام استقر على أرض مستوية على عمق حوالي 3000 متر. ووفقًا لجوليان دودسويل من معهد سكوت بولار للأبحاث، فإن الظروف المعروفة في قاع البحر تشير إلى أنه لا ينبغي أن تتضرر السفينة وأنه من المحتمل أن تكون في نفس الحالة التي كانت عليها عندما غرقت في الجليد في عام 1915. كما أشار إلى أن أي محاولات مستقبلية لإيجاد السفينة ستكون «إضافات» للبعثات العلمية الرئيسية الأخرى إلى المنطقة، مثل تلك التي جرى إطلاقها في عام 2019، والتي أُطلقت بشكل رئيسي لدراسة ذوبان وانحسار جروف لارسن الجليدية.
في يوليو 2021، أعلنت Endurance22 أن رحلة استكشافية جديدة للبحث عن حطام سفينة Endurance ستنطلق في أوائل عام 2022، باستخدام تقنية Saab الغاطسة. وأنه إذا عُثر على الحطام فسيُترك كما هو، ولكن سيتم مسحه ضوئيًا بتقنية المسح ثلاثي الأبعاد.
اكتُشف حطام سفينة Endurance في 5 مارس 2022. وأعلنت Endurance22 ، في بيان صحفي في 9 مارس 2022، أنها نجحت في العثور على الحطام في بحر ودل عند عمد قدره 9,869 قدم (3,008 م)، على مسافة 6.4 كـم (4.0 ميل؛ 3.5 nmi) جنوب موقع Worsley الأصلي. قال مينسون بوند، مدير الاستكشاف في البعثة، إن مهارات موقع ورسلي الملاحية ساعدت البعثة في العثور على الحطام: «سجلاته التفصيلية التاريخية كانت لا تقدر بثمن». بالإضافة إلى ذلك، جرى تسجيل الجليد البحري، الذي يغطي بحر ودل على مدار العام والذي عادة ما يجعل الاستكشاف تحت الماء شبه مستحيل بسبب سُمكه الكبير، ولكنه صار عند أدنى المستويات منذ أن بدأت سجلات الأقمار الصناعية الفضائية في السبعينيات. قال المكتشفون إن الحطام في حالة جيدة بشكل ملحوظ، وقد قاموا بتصويره على نطاق واسع، بما في ذلك المسح ثلاثي الأبعاد عالي الدقة. وظل اسم Endurance المكتوب على مؤخرة السفينة واضحًا للقراءة. وتمشيا مع وعد الفريق، فلم يقوموا بانتشال أي جزء من الحطام أو محتوياته، حيث أصبحت السفينة الآن موقعًا تاريخيًا محميًا ونصبًا تذكاريًا بموجب نظام معاهدة أنتاركتيكا.